# Lady Pank
Lady Pank ist eine polnische Rockband, die 1981 in Breslau gegründet wurde.

## Geschichte
Zu den Gründungsmitgliedern gehörten der Sologitarrist Jan Borysewicz (* 1955), der vorher mit der Gruppe Budka Suflera zusammengearbeitet hatte, und der Sänger Janusz Panasewicz (* 1956). Beide sind bis heute Bandmitglieder. Die Geschichte der Gruppe geht auf ein Studioprojekt zurück, das den Song Mała Lady Punk (Kleine Punklady) aufnahm. Der große Hiterfolg bewirkte, dass sich die noch namenlose Gruppe danach benannte. Bis heute veröffentlichte Lady Pank über 20 CDs. Hinzu kam eine Reihe internationaler Auftritte in den USA, Großbritannien, Frankreich und der damaligen DDR.

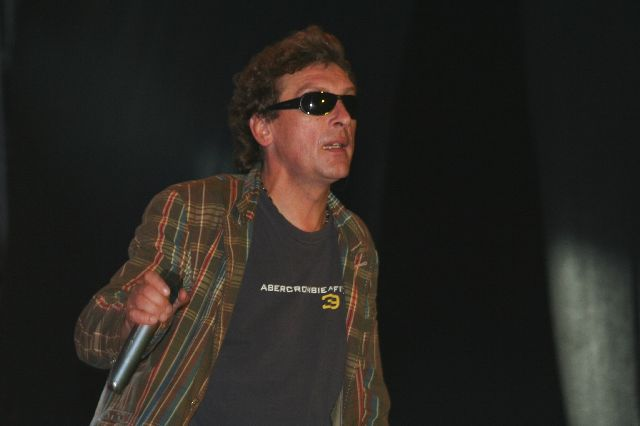
Janusz Panasewicz, 2006

## Diskografie
- Lady Pank (LP1) (1983, PL: Platin)[1]
- Ohyda (1984)
- Drop Everything (1985)
- LP3 (1986)
- O dwóch takich, co ukradli Księżyc cz.I (1986)
- O dwóch takich, co ukradli Księżyc cz.II (1987)
- Tacy sami (1989)
- Zawsze tam, gdzie ty (1990)
- Lady Pank ’81–’85 (1992)
- Na na (1994, PL: Platin)
- "Mała wojna" akustycznie (1995)
- Ballady (1995)
- Gold (1995, PL: Gold)
- THE BEST OF Lady Pank (1990)
- Międzyzdroje (1996)
- Zimowe graffiti (1996)
- W transie (1997)
- Łowcy głów (1998)
- Koncertowa (1999)
- Złote przeboje (2000)
- Nasza reputacja (2000)
- BESTA BESTA (2002)
- The Best – "Zamki na piasku" (2004)
- TERAZ (2004)
- Strach się bać (2007, PL: Gold)
- Maraton (2011, PL: Gold)
- Symfonicznie (2012, PL: Platin)
- Miłość i władza (2016, PL: Gold)